# La Viga
La Viga är en ort i Mexiko.   Den ligger i kommunen Morelos och delstaten Michoacán de Ocampo, i den centrala delen av landet, 260 km väster om huvudstaden Mexico City. La Viga ligger 2 247 meter över havet och antalet invånare är 265.
Terrängen runt La Viga är kuperad. Runt La Viga är det ganska tätbefolkat, med 56 invånare per kvadratkilometer. Närmaste större samhälle är Puruándiro, 11,1 km norr om La Viga. I omgivningarna runt La Viga växer huvudsakligen savannskog.